# سيرجيوس التلي
سيرجيوس التلي بطريرك أنطاكية ورئيس الكنيسة السريانية الأرثوذكسية من عام 544 إلى 547 أو من 557 إلى 560.

## سيرته
ولد سيرجيوس في تيلا، وكان صديقًا ليعقوب البرادعي. أصبح راهبًا في دير حلا، وسيم كاهنًا على يد الأسقف يوحنا الأنصربص. كراهب، قبل سيرجيوس الايمان بالثالوث،  ويرافقه يعقوب البرادعي إلى القسطنطينية في 527. في القسطنطينية، درس سيرجيوس الإمبراطورة ثيودورا جدة أثناسيوس الراهب، وأصبح صديقا ليوحنا النحوي، الذي كتب أطروحة غير خلقيدونية بعنوان «أطروحة بشأن الكل والأجزاء» بناءً على طلب سيرجيوس.
كرّس يعقوب البرادعي، الذي أصبح أسقفًا على الرها، سرجيوس بطريركًا لأنطاكية في القسطنطينية، وبالتالي رسخ الانشقاق في كنيسة أنطاكية بين الكنيسة الأرثوذكسية غير الخلقيدونية والكنيسة الإمبراطورية الخلقيدونية. تختلف المصادر حول تاريخ تكريس سرجيوس البطريرك. وفقًا لزوكنين، تم تكريسه في 544، بينما يوحنا الأفسسي في كتابه التاريخ الكنسي يؤرخ التكريس إلى 557. أقام سيرجيوس في القسطنطينية طوال فترة ولايته كبطريرك، ولذلك في وقت لاحق أطلق عليه مؤرخ القرن الرابع عشر نيكيفوروس كاليستوس زانثوبولوس لقب بطريرك القسطنطينية خطأً في كتابه التاريخ الكنسي. مات سرجيوس في 547 حسب تاريخ زوكنين، أو في 560 حسب يوحنا الأفسسي.

## وصلات خارجية
- قائمة بطاركة أنطاكية